# Pierre Turgeon
Pierre Julien Turgeon (* 28. August 1969 in Rouyn-Noranda, Québec) ist ein ehemaliger kanadischer Eishockeyspieler und -trainer. Der Center bestritt im Verlauf seiner aktiven Karriere zwischen 1985 und 2007 insgesamt 1403 Spiele für die Buffalo Sabres, New York Islanders, Canadiens de Montréal, St. Louis Blues, Dallas Stars und Colorado Avalanche in der National Hockey League (NHL). Zuvor hatten ihn die Sabres im NHL Entry Draft 1987 an erster Gesamtposition ausgewählt. 1993 wurde er dabei mit der Lady Byng Memorial Trophy geehrt. Seit 2023 gehört er der Hockey Hall of Fame an. Darüber hinaus fungierte er bei den Canadiens de Montréal kurzzeitig als Mannschaftskapitän.

## Karriere
In seiner Zeit als Junior spielte Turgeon bei den Granby Bisons in der Ligue de hockey junior majeur du Québec. Nach zwei Spielzeiten mit mehr als 100 Scorerpunkten und einigen Einsätzen in der kanadischen Nationalmannschaft wurde er im NHL Entry Draft 1987 als Erster von den Buffalo Sabres geholt.
Bereits im darauf folgenden Jahr holten die Sabres ihn in die NHL. Hier benötigte er eine Saison um sich an das Niveau der NHL zu gewöhnen, aber in seiner zweiten und vor allem in seiner dritten Saison 1989/90 hatte er auch in der NHL mit 106 Punkten seine außergewöhnliche Klasse unter Beweis gestellt. Turgeons Stärken lagen im Spielaufbau, doch seine Art zu spielen passte nicht optimal zu seinem schnellen Sturmpartner Alexander Mogilny. Daher nahmen die Sabres Ende 1991 die Gelegenheit wahr und gaben Turgeon im Tausch für Pat LaFontaine an die New York Islanders ab.
Bei den Islanders absolvierte er in der Spielzeit 1992/93 seine beste Saison. Mit 132 Punkten führte er die Islanders in die Playoffs. Nachdem er im letzten Spiel der ersten Playoffrunde den Führungstreffer erzielt hatte, wurde er von Dale Hunter von hinten  gecheckt und brach sich dabei das Schlüsselbein. Hunter wurde dafür 21 Spiele (damals Rekord) gesperrt. Die Hoffnung bei den Islanders auf ein Weiterkommen sanken, aber Ray Ferraro und Steve Thomas brachten das Team auch durch die zweite Runde. Zum Conference-Finale gegen die Montréal Canadiens kehrte Turgeon aufs Eis zurück, war aber zu stark eingeschränkt um sich gegen den späteren Stanley Cup Gewinner durchzusetzen.
Eineinhalb Jahre später wurde er an die Montréal Canadiens abgegeben und spielte dort bis Ende 1997. Dann führte ihn sein Weg weiter zu den St. Louis Blues. Hier blieb der ehemalige 100 Punktescorer für über vier Jahre, er kam aber nicht mehr an die 100 Pkt. Marke heran, da er keine volle Spielzeit in den 4 Jahren hatte. In der Saison 2000/01 fand er zur alten Stärke zurück und erzielte in 79 Spielen 82 Punkte.
Ab der Saison 2001/02 trug er drei Jahre lang das Trikot der Dallas Stars. Nach der Streiksaison 2004/05, in der er pausierte, ging er für die Colorado Avalanche auf Punktejagd und erzielte dort als 34. Spieler in der NHL sein 500. Tor. In der Saison 2006/07 wurde er von Verletzungen geplagt und kam nur auf 17 Einsätze. Im September 2007 beendete er schließlich seine Karriere, ehe er nach zehn Jahren fern vom Eishockey zur Saison 2017/18 von den Los Angeles Kings als Assistenztrainer verpflichtet wurde. Diese Position hatte er allerdings nur eine Spielzeit lang inne.
Im Jahre 2023 wurde Turgeon in die Hockey Hall of Fame gewählt.

## Erfolge und Auszeichnungen
| - 1986 Trophée Michel Bergeron - 1987 Trophée Michael Bossy - 1990 Teilnahme am NHL All-Star Game - 1993 Teilnahme am NHL All-Star Game - 1993 Lady Byng Memorial Trophy | - 1994 Teilnahme am NHL All-Star Game - 1996 Teilnahme am NHL All-Star Game - 2008 Aufnahme in den Temple de la Renommée de la LHJMQ - 2023 Aufnahme in die Hockey Hall of Fame |

## Karrierestatistik

### International
Vertrat Kanada bei:
- Junioren-Weltmeisterschaft 1987

(Legende zur Spielerstatistik: Sp oder GP = absolvierte Spiele; T oder G = erzielte Tore; V oder A = erzielte Assists; Pkt oder Pts = erzielte Scorerpunkte; SM oder PIM = erhaltene Strafminuten; +/− = Plus/Minus-Bilanz; PP = erzielte Überzahltore; SH = erzielte Unterzahltore; GW = erzielte Siegtore; 1 Play-downs/Relegation; Kursiv: Statistik nicht vollständig)

## Persönliches
Sein älterer Bruder Sylvain Turgeon war ebenfalls Eishockeyspieler und über zehn Jahre lang in der NHL aktiv. Zudem debütierte auch sein Sohn Dominic Turgeon im Jahre 2018 für die Detroit Red Wings in der höchsten Liga Nordamerikas.